# 多层架构
在软件工程中，多层架构（Multitier architecture）是一种客户端/服务器端架构。在该架构中，表现功能、应用处理和数据管理功能物理分离。最常使用的多层架构是三层架构。
多层架构提供了一种模型，使得开发者可以建立方便扩展和复用的应用。通过将应用分成多层，开发者拥有修改或增加一个特定层的选择，而不是重写整个应用。一个三层架构通常由表现层，业务逻辑层和数据存储层组成。